# Zálužice
Zálužice é uma comuna checa localizada na região de Ústí nad Labem, distrito de Louny.